# Isshin-ryū
Isshin-Ryu (一心流) es un estilo de Karate Okinawense fundado en el año 1956 por el Maestro Tatsuo Shimabuku (1908-1975). Es en gran parte una síntesis de los estilos de Karate Shorin Ryu, Goju Ryu y del arte del uso de las armas tradicionales o Kobudō. Isshin-Ryu se puede traducir como "El estilo (o escuela) de un solo corazón". Las características principales de este estilo consisten en usar los músculos del antebrazo en vez de los huesos cubital y radial para bloquear/desviar los golpes, así como el uso del puño en forma vertical, con el dedo pulgar sobre este.
Este estilo se practica en varios países, pero fue ampliamente difundido en los Estados Unidos a través de las tropas militares o Marines destinados a la base militar en Okinawa quienes luego volvieron a su país. Luego del fallecimiento del Maestro Shimabuku surgieron varias líneas diferentes de Isshin-Ryu, creadas por algunos de sus alumnos de más alto grado.

## Historia
El Isshin-Ryu recopila características del Karate Shorin Ryu, Goju Ryu y del Kobudō; por tanto su origen se basa en los tres antiguos sistemas de Karate: el "Naha-Te", el "Shuri Te" y el "Tomari-Te", y en una de las líneas de Kobudo (Manejo de armas tradicionales) de las Islas Ryukyu (nombre original de las Islas de Okinawa).
El Maestro Tatsuo Shimabuku, luego de entrenar bajo la tutela de cuatro grandes maestros:  (1871-1941) Shorin-ryu; el Maestro Chōjun Miyagi (1888-1953) Gojo-Ryu; el Maestro Chotoku Kiyan (1870-1945) Shorin-Ryu, y el Maestro Taira Shinken (1897-1970) Kobudo, amalgamó sus enseñanzas en un solo sistema de defensa personal al cual agrega modificaciones que considera necesarias para potenciar el nuevo estilo, destacando el uso los músculos del antebrazo en vez del hueso para bloquear/desviar los golpes, y el uso del del puño vertical, con el dedo pulgar apoyado sobre el lateral de dedo índice, en lugar del puño horizontal o 'seiken' que es característico de los otros estilos de karate.

## Fundamentos
Los métodos formales de práctica en Isshin-Ryu se componen de una serie de ejercicios tradicionales básicos y varios Kata o "formas", tanto de Karate (mano vacía) como de Kobudō (con empleo de armas tradicionales)

### Kihon o fundamentos
Son una serie de técnicas básicas de karate que incluyen desplazamientos, bloqueos y golpes.
1. Te-no-bu o Te-Waza (手の部 Técnicas superiores/de puño)
2. Ashi-no-bu o Keri-Waza (足の部 Técnicas inferiores/de piernas)
3. Kotekitae (小手鍛 Ejercicios de fortalecimiento y de respiración)

Estos ejercicios fueron desarrollados por el maestro Shimabuku y su alumno Kaneshi Eiko, para entrenar gradualmente a los nuevos alumnos. Son la base del estilo, y se practican al inicio de cada clase con el objetivo de familiarizar a los estudiantes con las técnicas básicas: desplazamientos, bloqueos, golpes de manos y piernas, acondicionando gradualmente el cuerpo y la mente del practicante para los ejercicios de mayor complejidad técnica.

### Katas o forma
En la práctica formal se incluye una serie de Kata o "formas" de Karate más complejas que derivan de otros Kata tradicionales adaptados al estilo, a excepción de Sunsu, que es un Kata propio y característico del estilo Isshin-Ryu, desarrollado por el fundador.
Tipos de Kata:
1. Seisan (Trece adversarios)
2. Seiunchin (calma en  la Tormenta)
3. Naihanchi (o tekki / Jinete de Hierro)
4. Wansu (汪楫) (o empi)
5. Chinto (鎮闘)
6. Sanchin (Tres Batallas)
7. Kusanku (公相君)
8. Sunsu (スンスウ)(hombre de piedra)

### Kobudo Kata
En el estilo se incluyen también varios Kata o "formas" con Armas tradicionales. Si bien el Maestro Shimabuku enseñó únicamente tres de las armas del Kobudo; siendo estas: el Bo, el Sai y la Tonfa, las distintas líneas de Isshin-Ryu enseñan otros Kata de Kobudo, que incluyen el uso de los Nunchaku, la Kama, el Eku y los Tekko.

#### Bo Kata
- Tokumine no kon (徳嶺の棍)
- Urashi bo (浦添棒)
- Shishi no kon (添石の棍)

#### Sai Kata
- Kusanku sai (公相君サイ)
- Chatanyara no sai (北谷屋良の釵)
- Kyan no sai

#### Tonfa Kata
- Hamahiga-no-tuifa (浜比嘉のトゥイファー)

#### Nunchaku Kata
- Nunchaku-no-Kata (ヌンチャク)

#### Kobudo Kumite Kata
Algunas escuelas de Isshin-Ryu también incluyen Katas de Kobudo ejecutados por dos personas; ambas armadas.
- Bo-tai-Bo-Kumite (Bo contra Bo)
- Bo-tai-Sai-Kumite (Bo contra Sai)
- Bo-tai-Tonfa-Kumite (Bo contra Tonfa)

## Organización
Luego del fallecimiento de su fundador Shimabuku, el 30 de mayo de 1975, el estilo se dividió en varias Escuelas y Asociaciones. Entre ellas se encuentran:
- KIKKK - Koden Isshinryu Karate Kobudo Kenkyukai
- AOKA - American Okinawan Karate Association
- GKA - Guardian Karate Association
- IIKA - International Isshin-Ryu Karate Association
- IIKF - International Isshin-Ryu Karate Federation
- IIKKA - Isshinkan Isshin-Ryu Karate and Kobudo Association
- IKA - Isshinryu Karate-Do Association.
- IOTKA - Isshin-Ryu Okinawa Tradictional Karate Association
- IWKA - Isshin-Ryu World Karate Association
- OI - Order of Isshin-Ryu
- OIKKA - Okinawa Isshin-Ryu Karate and Kobudo Association
- SWKO - Shinshinkan World Karate Organization.
- TKS - Tatsuo Kan Society
- UIC - United Isshin-Ryu Council
- UIKA - United Isshinryu Karate Association
- UIKF - United Isshin-Ryu Karate Federation
- USIKA - The United States Isshinryu Karate Association.